# Bucculatrix subnitens
Bucculatrix subnitens är en fjärilsart som beskrevs av Walsingham 1914. Bucculatrix subnitens ingår i släktet Bucculatrix och familjen kronmalar. Inga underarter finns listade i Catalogue of Life.